# Ángelo Araos
Ángelo Giovani Araos Llanos (ur. 6 stycznia 1997 w Antofagaście) – chilijski piłkarz występujący na pozycji ofensywnego pomocnika, reprezentant Chile, od 2023 roku zawodnik brazylijskiego Atlético Goianiense.